# Roberto Calvi

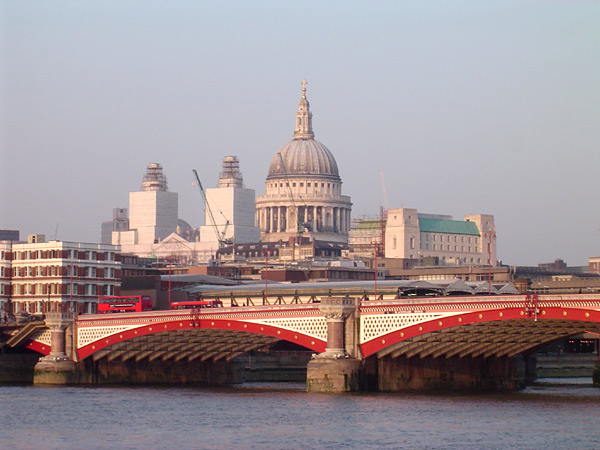
Londons Blackfriars Bridge under vilken Roberto Calvis döda kropp påträffades hängande den 18 juni 1982.

Roberto Calvi, även känd som Gian Roberto Calvini, född 13 april 1920 i Milano, Lombardiet, Italien, död 17 juni 1982 i London, Storbritannien, var en italiensk bankir och finansman.
Calvi var styrelsordförande för Banco Ambrosiano som gick omkull i juni 1982. Samma månad påträffades Calvi död i London.

## Biografi
Massmedia kallade Calvi för "Guds bankir" på grund av hans nära samröre med Heliga Stolen. Calvi var ordförande för Banco Ambrosiano, som gick omkull 1982. Fyra år tidigare, 1978, visade det sig att flera biljoner lire hade försvunnit från Banco Ambrosiano till utlandet, och Calvi dömdes 1981 till 4 års fängelse villkorligt och böter på motsvarande cirka $20 miljoner. Kontroverserna kring Calvis affärer kunde sammanlänkas med Franklin National Bank, som gick omkull 1974. Heliga Stolen förlorade motsvarande $30 miljoner när den banken, ägd av Michele Sindona, kollapsade. Juristen Giorgio Ambrosoli, som hade utsetts till bankens likvidator, mördades i Milano i juli 1979. Fem år senare, 1984, dömdes Sindona till 25 års fängelse för mordet på Ambrosoli.
Kort tid innan Banco Ambrosiano kollapsade försvann Calvi från sin bostad i Rom. Han hade rakat av sig sin mustasch och flytt till Venedig, varifrån han flugit till London. Morgonen den 18 juni 1982 påträffades Calvis döda kropp hängande under Blackfriars Bridge i centrala London. Brittisk polis behandlade dödsfallet som självmord, trots att det fanns indicier som pekade på mord. Calvis kropp exhumerades 1992, och efter en ny obduktion kunde man konstatera att han blivit mördad. Misstankar hade hela tiden funnits mot den italienska frimurarlogen Propaganda Due (P2), vilken Calvi hade tillhört. Calvi hade mördats, eftersom man befarade att han skulle avslöja korruption på hög politisk nivå.
Dagen innan Calvis kropp påträffades begick hans privatsekreterare, den 55-åriga Graziella Corrocher, självmord genom att hoppa från ett fönster på fjärde våningen på Banco Ambrosiano i Milano. Corrocher fördömde i ett brev Calvis handlingar som hade drabbat banken och dess anställda. Misstankar om mord lades snart fram, då Corrocher suttit inne med känslig information om medlemmar i frimurarlogen P2.

## Calvi i populärkultur
Historien kring Banco Ambrosiano, liksom Calvis dödsfall, användes av Francis Ford Coppola i filmen Gudfadern III (1990).